# Balogh Mátyás
Balogh Mátyás (Budapest, 1999. október 5. –) magyar íjász, olimpikon.

## Sportpályafutása
2007-ben ismerkedett meg az íjászattal. Másfél évig versenyzett a történelmi íj kategóriában, majd a vadászreflex és onnan olimpiai kategóriára váltott.
2012-ben bekerült a Magyar Íjász Szövetség olimpiai utánpótláscsapatába és a junior íjászválogatottba.
2016-ban 60 méteren teljesítette az A-minősítést. Ugyanebben az évben a hévizi íjász Európa-kupán csapatban az olimpiai kadett kategóriában a legjobb 16 közé jutott. 2017-ben, korosztályában egyedül, 70 méteren meglőtte a kiküldetési minősítést, amivel 2018-tól a Magyar Íjász Szövetség támogatásával indulhatott nagyobb nemzetközi versenyeken.
2018-ban az Európa-bajnokságon első helyezést ért el új Európa-csúcs és világcsúcs felállításával. 
2019-ben országos bajnoki címet szerzett.
2021 júniusában olimpiai kvótát szerzett, ezzel az első íjász lett 1996 óta, aki olimpián szerepelhetett. A tokiói ötkarikás játékokon az első körben kiesett, miután kikapott a világbajnok dél-koreai Kim Udzsintól.

## Díjai, elismerései
- Az év magyar íjásza (2021[8])
- PAPP LÁSZLÓ BUDAPEST-SPORTDÍJ  (2021)[9]